# Ion Scrieciu
Ion Scrieciu (Ghidici, 1926. július 2. – Marosvásárhely, 2013. június) román nyugalmazott vezérőrnagy, a fekete március egyik nevezetes résztvevője.

## Élete
1926-ban született Dolj megyében, Ghidici községben. Nagyszülei harcoltak 1877-ben Plevnánál, apja és nagybátyja pedig részt vettek az első világháborúban és Budapest 1919-es elfoglalásában. Fiatalkorában bukaresti származású feleségével Marosvásárhelyre költözött, ahol a katonai pályafutás mellett döntött, 1944-ben utánpótlóként belépett a második világháborúba a szovjetek oldalán, majd 1945. február 2. és május 9. között részt vett Magyarország és Csehszlovákia felszabadításában. 1950-ben felvették a bukaresti Katonai Akadémiára, ahol tankosként végzett 1952-ben. Különféle katonai egységekben szolgált, 1968 és 1972 között a 6. számú páncéloshadosztály vezérkari főnöke, 1972 és 1980 között pedig parancsnoka volt. Ezt követően három évig Craiovában szolgált, majd 1983-ban nyugállományba helyezték át.